# Nanshoku
Nanshoku (男色) is de term om homoseksualiteit in het oude Japan te beschrijven. Het wordt vaak vrij vertaald als sodomie, alhoewel deze term westerse religieuze connotaties meedraagt.

## Oorsprong
Het wordt algemeen aanvaard dat nanshoku afkomstig is uit China. Het importeren ervan wordt toegeschreven aan Kūkai, alhoewel dat onzeker is omdat hijzelf er nooit over heeft geschreven. Toch is het zo ingedrongen dat een acoliet die de avances van een priester beu is, Kūkai vervloekt voor het invoeren van nanshoku.
De term nanshoku komt uit de titel van Ihara Saikaku's collectie uit 1687, genaamd Nanshoku Ōkagami. Het bestaat uit de karakters voor man (男), zowel in het Japans als het Chinees uitgesproken als nan, en die van kleur (色), in het Chinees uitgesproken als se en in het Japans als iro. Deze laatste bezit seksuele connotaties die voortkomen uit de boeddhistische filosofie. In de boeddhistische filosofie beschrijft het karakter de wereld die lagere wezens seksueel plezier toebrengt en daarmee hun spirituele voortgang belemmert. De vrouwelijke en ostensief heteroseksuele variant heet joshoku(女色).
Zowel de term nanshoku als joshoku stellen de man centraal. Er is geen gepaste vertaling voor de westerse dichotomie tussen heteroseksualiteit en homoseksualiteit. Beide termen beschrijven ook geen persoonlijke geaardheid, maar verwijzen naar de aard van de relatie.
De lage geletterdheid, het verschil tussen mannen en vrouwen in sociale status en het gebrek aan beschikbare teksten, zorgden ervoor dat enkel mannen dit konden lezen. Het onderwerp was bijgevolg altijd tussen mannen (of stelde toch de mannelijkheid centraal).

## Pre-Tokugawa
Er zijn weinig concrete voorbeelden van nanshoku in Japan voor de elfde eeuw. Toch zijn er verschillende vage allusies in gedichten naar vrienden van hetzelfde geslacht. Zo is er in Ise Monogatari het volgende te vinden:
I cannot believe that you 
Are far away 
For I can never forget 
you,
And thus your face 
Is always before me.
Toch duidt dit niet meteen op een erotische relatie, mensen van hetzelfde geslacht waren immers heel intiem. Daardoor waren literaire toonbeelden van affectie tussen gelijkgeslachtigen zeer conventioneel. Vele gedichten en verhalen trekken deze vage allusies met nanshoku, al dan niet met de intentie om twijfel te creëren.
De eerst bekende duidelijke verwijzing naar nanshoku is te vinden in Genji Monogatari (ca. 1010) in het volgende uittreksel:

“Well, you at least must not abandon me.” Genji pulled the boy down beside him. The boy was delighted, such were Genji's youthful charms. Genji, for his part, or so one is informed, found the boy more attractive than his chilly sister.
Daarnaast zijn er in Genji Monogatari soms opmerkingen over de schoonheid van jonge mannen, waarop een man reageert “Was hij maar een vrouw!”. Genji Monogatari is wel fictief, maar uit de latere Heianperiode zijn dagboeken met verschillende historische voorbeelden. De eerste hiervan komt uit 1142, wanneer de jonge Fujiwara no Yorinaga een danser tot zich laat roepen om middernacht. In 1147 vertelt hij dat hij vaker met zulke entertainers naar bed ging. In 1148 schrijft hij zeer expliciet dat “tonight I took Yoshimasa to bed and really went wild; it was especially satisfying. He had been ill for a while and resting, so tonight was the first time in a while”. Drie maanden later werd hij alweer verliefd op een danser in een tempel, maar hij hield zichzelf tegen doordat hij een visioen zag waarin de relatie verboden werd.
Zowel de dagboeken van Fujiwara no Yorinaga als Fujiwara no Kanezane verwijzen naar het feit dat keizer Shirakawa en Toba er jonge mannen opna hielden voor seksuele doeleinden. In het 12de-eeuwse werk Torikaebaya viel een jongen voor de 'zus' van zijn vriend, dit terwijl 'zij' eigenlijk een man was die zich enkel verkleedde als vrouw. Op hetzelfde moment was hij ook verliefd op zijn vriend. Uiteindelijk culmineerde het tot een scène waar de jongen zijn vriend probeerde te verkrachten, met de uiteindelijke vaststelling dat hij eigenlijk een vrouw is.

## Nanshoku binnen een sociale context: Shudō
Vanaf de Edoperiode is er sprake van shudō (衆道), letterlijk vertaald: de weg van de jeugd. Dit was een inheems begrip dat voortkwam uit de nanshoku en dus beïnvloed werd door zijn Chinese wortels, maar er zich ook van distantieert. Het is een afkorting van wakashudō (若衆道); wakashu betekent adolescente jongen. Deze term is belangrijk omdat hij verwijst naar een lichaam van kennis, ideeën en waarden waaraan mensen die deze “weg” betraden zich aan moesten houden.

### Sociale rollen
Wakashu verwijst enkel naar diegene die bewonderd wordt door diegene die de shudō beoefent. Een beoefenaar van shudō is bijna altijd een oudere man die seksueel contact zoekt met jongere mannen. Het heteroseksuele equivalent heet nyodō; dit laatste vooral in een commercieel perspectief geplaatst, terwijl shudō zich zowel met professionelen als amateurs bezighield. Daardoor verkleedden vrouwelijke prostituees zich soms als mannen om meer mensen aan te trekken.
De leeftijd van deze wakashu was niet duidelijk vastgesteld. De jongste wakashu was 7 jaar oud, maar meestal worden zulke jonge kinderen warabe (童)  (kind) genoemd en zijn ze dus niet geschikt als wakashu. Een pamflet uit 1643, genaamd Shin'yuki, maakt de claim dat jongeren tussen 12 en 14 eigenlijk nog veel te jong waren. Enige verwijzing hiernaar moest verduidelijkt worden door het gebruik van karakters die aantoonden dat het gaat om kinderen. Exploitatie van kinderen werd niet als immoreel beschouwd, maar enkel als esthetisch onverantwoord.
Volgens diezelfde bron is het hoogtepunt van de wakashu op een leeftijd tussen 15 en 17. Deze korte periode werd vaak in de poëzie vergeleken met de vergankelijkheid van een kersenbloem. 18 en 20 werd als het einde van de shudō beschreven. In deze periode begon de jongen verschillende mannelijke waarden te ontwikkelen, iets wat enkel als een meerwaarde werd gezien, maar toch betekende dit dat de wakashu het einde van zijn jeugd naderde en dus het einde van de relatie. Toch is het niet zo dat in deze context fysieke maturiteit gelijkstond aan volwassenheid. Het was vooral iets esthetisch. Een bepaald kenmerk van een wakashu was zijn maegami (前髪) (ongeschoren lokken), wat binnen de shudō een soort fetisj werd.
De overgang naar volwassenheid werd gevierd met een ceremonie genaamd de genbuku (元服). De jongen moest dan zijn kleed wisselen voor dat van een volwassenen. Zijn maegami werden afgeschoren en dat duidde op het verlies van de esthetische vereisten van een wakashu. De daimyō van 1708 ondernam een poging om de genbuku uit te stellen tot de leeftijd van 30 jaar, met als doel de jeugdige karakteristieken langer te behouden. De nadruk lag dus vooral op de jeugdigheid en niet op de maturiteit of zelfs op het geslacht. Een wakashu is natuurlijk nog steeds een man en moest zich ook gedragen volgens de mannelijke normen van die tijd. Ze bezaten geen 'viriliteit', iets wat een vrouw evenmin bezat. Binnen de shudō betekent dit dat de wakashu andere mannen niet fallisch mocht penetreren.
De geliefde van een wakashu noemt men de nenja (念者). Dit verwijst enkel naar diegene die aan de wakashu denkt. Een algemene regel was dat de nenja ouder is dan de wakashu, maar in de praktijk was dit niet altijd het geval. Verhalen spreken bijvoorbeeld over een 14-jarige jongen die de diensten kocht van prostituees, waarmee hij (ondanks zijn leeftijd) de rol van nenja aannam. In de lineaire progressie van een shudō-relatie eindigde het altijd in een sterke vriendschap. Het beoefenen van shudō werd niet noodzakelijk als een fase beschouwd, toch is het zo dat mensen vaak van een shudō-relatie overgingen naar een heteroseksuele relatie. Iemand die zei dat hij niet meer een wakashuzuki (iemand die jongens liefheeft) was, wou enkel zeggen dat hij het niet meer met dezelfde intensiteit beoefende en niet dat hij voorbij zijn shudō-fase was. Mannen die geen belang hechtten aan shudō of die er zelfs een zekere haat voor koesterden, werden wakashugirai (jeugdhaters) genoemd.
De relatie tussen een wakashu en nenja werd op zekere niveau als monogaam beschouwd (alhoewel ze beide niet altijd exclusief waren). Het is meer te vergelijken met een broederschap, omdat het het concept aanvult van eeuwige trouw en een permanente relatie. Dit werd soms ingehuldigd met formele eedaflegging en in sommige gevallen zelfs met zelfverwonding (het verwijderen van een vingernagel of het afsnijden van een vinger).
In contrast tot vaginale geslachtsgemeenschap werd er verwacht dat enkel de nenja plezier uit de daad beleefde. De wakashu laat dit toe uit plichtsgevoel en voor de andere financiële en sociale voordelen die uit de relatie voortkomen.

### Monistisch
De eerste gedocumenteerde homoseksuele traditie vond plaats in boeddhistische tempels. Homoseksualiteit in Japan blijkt een sterkere band te hebben met het boeddhisme dan in de meeste andere Aziatische landen. Dit kan samenhangen met de grote monistische populatie in pre-Tokugawa Japan. In ieder geval werd seks met iemand van hetzelfde geslacht tot een zeker niveau getolereerd binnen de tempels. Alhoewel er op een bepaald moment wetten waren die priesters verboden om seks te hebben met vrouwen, in sommige gevallen met de doodstraf tot gevolg, gold dit niet tot seks met hetzelfde geslacht. Volgens Gūzen is dit vanwege drie belangrijke aspecten. Ten eerste, interesse in een wakashu vervaagt met de tijd. Ten tweede, seks met een wakashu zorgt niet voor een nageslacht en dus ook niet voor de karmische obligaties die daarmee samen gaan. Ten derde, omgaan met vrouwen is gelijk aan omgaan met moreel inferieure wezens.
Een groot aantal shudō-verhalen spelen zich af in kloosters en tempels. Deze worden ook Chigo Monogatari (稚児物語) genoemd.

### Militair
Shudō had enigszins een pedagogisch functie doordat een oudere, ervaren samoerai een wakashu de militaire vaardigheden en waarden die essentieel zijn aan giri (義理) (eer en plicht) aan hem kon doorgeven. Dit hield vaardigheden in, zoals zwaardvechten en paardrijden, maar ook mentale instelling en etiquette. Deze band had ook als functie de nenja zijn eergevoel te stimuleren. Deze vorm van relatie zorgde voor de codificatie van wat er onder shudō wordt verstaan.
Ondanks dit feit is er weinig te vinden over samoerai in shudō-teksten. De meeste feiten zijn te vinden in de dagboeken van samoerai. De onnagirai waren vooral soldaten. Vrouwen konden immers geen deel uitmaken van giri. Er werd ook gezegd dat soldaten minder risico's namen op het slagveld als ze een vrouw of lief hadden. Shōgun waren ook berucht om hun neiging tot het houden van grote aantallen wakashu, waaronder Oda Nobunaga, Toyotomi Hideyoshi en Tokugawa Ieyasu.

### Commercialisatie
Door de vooruitgang in de boekdrukkunst en de hogere geletterdheid aan het begin van de achttiende eeuw is er sprake van commercialisering van de shudō. Verschillende boeken over shudō werden opnieuw uitgebracht en konden door een veel grotere demografie verkregen worden op zowel geografische als economische en sociale schaal. Verder zorgde deze verspreiding ervoor dat shudō een evolutie onderging en complexer werd. Shudō werd dus in een zekere zin gecodificeerd terwijl het vroeger vooral van persoon tot persoon overgebracht werd. Bewijs van deze geografische en sociale verspreiding is te vinden in een citaat van de hoog geplaatste samoerai Yamamoto Tsunetomo. Yamamoto, die zich op dat moment in Kyushu begaf (ergens tussen 1710 en 1716), kon perfect een deel van The Great Mirror citeren. Dit ondanks het feit dat het boek uitgebracht werd in Osaka, Kyoto en Edo. Een andere resultaat van deze commercialisering is het grote aanbod aan mannelijke prostituees, iets wat vooral de boeddhistische priesters kon bekoren. Ook het kabuki theater was zich heel bewust van de esthetische aspecten van shudō.

## Religie
Seks tussen mensen van hetzelfde geslacht wordt niet verboden door een of andere goddelijke wet, zoals in de westerse samenleving. De Nihonshoki en Kojiki kennen geen enkel verbod. Iets wat zeker opvalt, want er is niets te vinden in de Japanse religieuze teksten over nanshoku. Aan de andere kant verbiedt het wel incest, bestialiteit en zelfs ontlasting op de verkeerde plekken. De volledige afwezigheid van seks met hetzelfde geslacht doet bijna denken dat er voor de elfde eeuw geen sprake was van homoseksualiteit.
Alhoewel het boeddhisme alle vormen van seksueel gedrag verbood, waren er verschillende godheden verbonden met nanshoku. En hoewel er wel sprake is van een boeddhistische hel waar mannen die met elkaar seks hebben in elkaars armen branden, gaan de meeste teksten eigenlijk over verkeerd toegepaste etiquette bij het hebben van erotische relaties met andere mannen die kunnen bestraft worden.
Het confucianisme heeft weinig te vertellen over homoseksualiteit. Toch is het duidelijk dat de nanshoku gebaseerd is op het confucianistisch model. In China werd er verwezen naar relaties tussen mannen als “overtuiging van academici”. Toch zegt Richard Rutt dat “tijdens de Yi-dynastie keek het confucianistische volk naar homoseksualiteit met afschuw” alhoewel dit niet overeenstemt met de reputatie die confucianistische scholieren hadden met pederastie.
Terwijl het confucianisme aandacht heeft voor moraliteit, kijkt de filosofie van yin en yang specifiek naar seksualiteit. Seks is een activiteit die tot de yin-yang balans behoort. Heteroseksuele relaties zijn dus heel belangrijk voor de gezondheid en balans. Het idee is dat de man zijn energie wisselt voor die van de vrouw. Het probleem hier is dat yan-energie uit vuur bestaat en die van ying uit water. Daardoor geraakt de man uiteindelijk uitgeput. Seks met een andere man, wiens energie ook uit vuur bestaat, behoudt dus de status quo. Daarom zouden Chinese taoïsten homoseksuele praktijken hebben goedgekeurd.
Er is sprake van grote verontwaardiging door christelijke bezoekers, maar hun visie werd niet zo snel geaccepteerd in de Meiji-restauratie. François Caron had het volgende te zeggen.
"Their Priests, as well as many of the Gentry, are much given to Sodomy, that unnatural passion, being esteemed no sin, nor shameful thing amongst them".

## Legaal
Alhoewel seks tussen mannen niet als immoreel beschouwd werd, wil dit niet zeggen dat er geen pogingen waren tot regularisatie van nanshoku door wetgevingen. In contrast met westerse samenleving werd er niet gekeken naar de daad zelf, maar naar omstandigheden zoals sociale context en esthetiek.

### Strafwet
In de Bakufu strafwet van 1742, Kujikata Osadamegaki (公事方御定書), staat niets over nanshoku, terwijl het wel straffen opstelt voor gevallen van buitenechtelijke seks met vrouwen. Hieruit valt te concluderen dat het Bakufu nanshoku niet zag als iets wat mogelijk het confucianistisch model van man en vrouw kon bedreigen. Toch zal diezelfde strafwet het shudō wat onder druk zetten door sommige nanshoku relaties gelijk te stellen aan heteroseksuele relaties. Bijvoorbeeld toen in 1782 twee monniken uit verschillende tempels 'dubbele' zelfmoord pleegden. Dubbele zelfmoord tussen man en vrouw werd door het Bakufu gezien als een bedreiging van de samenleving en probeerde het uit te roeien door de lijken geen begrafenissen te geven, of in het geval van overlevenden te onthoofden. In het geval van de twee monniken werd één aangehouden, nadat hij bij zijn geliefde zijn polsen had doorgesneden. Hun seksuele relatie had weinig betekenis. Het probleem situeerde zich in hun verschil in sociale status, de duidelijke shudō-aard van hun relatie en de esthetische aard van hun (poging tot) dubbele zelfmoord. Hierdoor werd de overlevende schuldig verklaard aan een misdaad die normaal enkel bij man-vrouw zelfmoorden toegepast werd.

### Ofuregaki
Het legale instrument dat het meest met shudō in contact kwam, was de ofuregaki. Deze had geen straffen voorzien, maar verwachtte toch dat overtredingen werden aangegeven. Ook was een ofuregaki bedoeld voor lokale plaatsen en gold vooral voor het algemene volk.
De commercialisatie van shudō zorgde ervoor dat er meer aanzien kwam op gelijke hoogte met het onwettig omgaan met vrouwelijke prostituees. Een ofuregaki uit Edo gaf het volgende mee aan het volk: “One must not importune youths regarding shudō, or lose one's head over wakashu”. Dit was geen expliciet verbod, maar meer een poging om het onder controle te houden. Er was namelijk veel competitie voor de aandacht van Kabuki acteurs, iets wat vaak tot een gewelddadige einde kwam. Het gebrek aan terughoudendheid was dus een grote zorg voor de Bakufu-wetgevers van die periode. Iets wat culmineerde tot de verbanning van maegami binnen kabuki, wat de acteurs automatisch buiten het groep van de wakashu gooiden en dus de aandacht van shudō-enthousiastelingen niet meer waard was.